# Efraín Bischoff
Efraín Urbano Bischoff (Ensenada de Barragán, 30 de septiembre de 1912 – Córdoba, 8 de agosto de 2013) fue un reconocido historiador argentino.

## Carrera
Nació el 30 de septiembre de 1912 en Ensenada de Barragán, entonces barrio de La Plata, Provincia de Buenos Aires. Cursó sus estudios primarios en Ensenada y desde 1921 en Cruz del Eje, en la provincia argentina de Córdoba y luego secundarios en la capital cordobesa, hasta 1935, en varios institutos, entre ellos el Colegio Santo Tomás.
El 9 de julio de 1929 publicó su primer artículo sobre un tema de historia en el periódico "La Idea" de Cruz del Eje, para continuar después en otras publicaciones de Córdoba y el país.
El 15 de julio de 1932 dio a conocer "Rufo, el cantor", primer radioteatro  emitido en Córdoba, produciendo noventa novelas de radio y cuarenta y tres obras de teatro estrenadas. 
El 23 de marzo de 1940 se casó con Rebeca Felisa Arce, con quien luego tuvo sus hijos Eduardo Efraín (hijos Victoria, Lucas, María José y Mariano) y Susana Isabel (hijos Virginia, Gabriela y Pablo). Su esposa falleció el 13 de septiembre de 1987.
Su actividad continuó en la radiotelefonía en Córdoba y luego en la televisión, por varias décadas, así mismo fue Secretario del Museo Histórico Provincial "Marqués de Sobre Monte", en 1946.
En 1948 fue secretario de la Comisión Provincial de Cultura; subsecretario de Cultura de la Provincia de 1969 a 1971; investigador en el Instituto de Estudios Americanistas de la Universidad Nacional de Córdoba, de 1948 a 1978; profesor de Historia Argentina en la "Escuela Manuel Belgrano" de la Universidad, de 1951 a 1974; profesor en la Escuela de Periodismo "Fray Fernando de Trejo y Sanabria" de Córdoba, de 1971 a 1978. Desde 1957 era miembro fundador de la Junta Provincial de Historia de Córdoba, como asimismo era miembro correspondiente de numerosas academias de historia de Argentina y de otros países. En la provincia de Córdoba, seis bibliotecas han sido bautizadas con su nombre como reconocimiento a su  labor evocativa. Ha obtenido varios premios en Córdoba y el país.[cita requerida]
Fue redactor en el diario "Los Principios" de Córdoba hasta 1982; subcorresponsal en esa ciudad del diario La Nación de Buenos Aires, de 1956 a 1978, cuando se jubiló; redactor y coordinador de la "Guía de Córdoba Cultural", de la subsecretaría de Cultura de la Municipalidad de Córdoba, desde abril de 1980 a julio de 1983. Además publicaba la columna semanal "Historias" en el diario cordobés Comercio y Justicia.
El 17 de noviembre de 1983, la Municipalidad le rindió homenaje por su tarea intelectual en el auditorio "Obispo Mercadillo" de la capital cordobesa, al que asistieron las autoridades provinciales y municipales que dejaban el mando y las que iban a asumir.
Siendo Subsecretario de Cultura de la Provincia de Córdoba creó el Museo Manuel de Falla en la ciudad de Alta Gracia, en la casa donde había residido y fallecido el ilustre músico. Asimismo, creó el "Museo del Teatro y la Música, Cristóbal de Aguilar" y que funciona en el Teatro General San Martín de la Ciudad de Córdoba.
Es conocido por tener a Federico Bordese como a su pupilo y maestro.[cita requerida]
En 1994 recibió el Premio Konex - Diploma al Mérito en la disciplina Historia. El 10 de julio de 2003 la Universidad Nacional de Córdoba le otorgó el título de "Doctor Honoris Causa".
Entre libros y folletos, llevaba algo más de 322 títulos publicados, entre los que se destacan "Historia de Córdoba" en sus 3 tomos, "Tres siglos de teatro en Córdoba", "El general San Martín en Córdoba", "La Inquisición en Córdoba".
Falleció el jueves, 8 de agosto de 2013 en Córdoba, Argentina.

## Sus obras

### Libros y folletos
Algunos títulos, “Huellas”, poesía, Córdoba, 1933; “Juan Chassaing, el poeta de la bandera”, biografía, 1944; “La Córdoba que vio el Libertador”, 1948; “Tres siglos de Teatro en Córdoba. 1600-1900”, 1961; “Los jesuitas en Córdoba”, Buenos Aires, 1968; “El cura Brochero, un obrero de Dios“, 1977; “San Martín en Córdoba”, 1978; “Cuando Nacía una Esperanza....”, 1991; “Cielo de patio”, poesías, Córdoba 1994; la serie "Historia de Córdoba" con varias ediciones; “San Martín y Córdoba”, 1996; “Eternidad en Córdoba”, séptima edición, 1998; "Córdoba en Enaguas", segunda edición, 2007, etc. Historia de los barrios de Córdoba, sus leyendas, instituciones y gente, 3° edición 1992. En diciembre del año 2017 la Unión Industrial de Córdoba publicó su obra póstuma "Historia de la Industria de Córdoba", en una edición de más de 400 páginas que contiene todo el devenir industrial de esa ciudad.

### Teatro estrenado
Obras teatrales estrenadas, de uno, dos y tres actos, como así también de más breve duración.
“Cuando cantan las guitarras”, 1932; “Don Cirilo Picaflor”, 1937; “Novio con mucha memoria”, 1954; “El malón de las sombras”, 1955; “El Clamor en llamas” 1958; “La fundación de Córdoba”, 1980; “Ella y él, pero ni ella ni él…” 1991, y otras.
En el año 2003, "Argentores" premió su obra teatral "El loro de la vecina", cuya representación se está realizando en todo el país.

### Obras de radioteatro
Desde 1932 lanzó por diversos elencos: “Nunca miento amor mío” 1935; “El romance de la Chacha” 1936; “El resplandor de la sangre” 1952; “La tierra condenada”, 1956; “Jack Pearson y el otro…”, 1959, etc.
El 11 de septiembre de 2007, "Día del Autor", en el acto de entrega de los Premios de producción Autoral del año 2006, "Argentores" le otorgó el Gran Premio de Honor Radio 2007.